# Codex Salmasianus

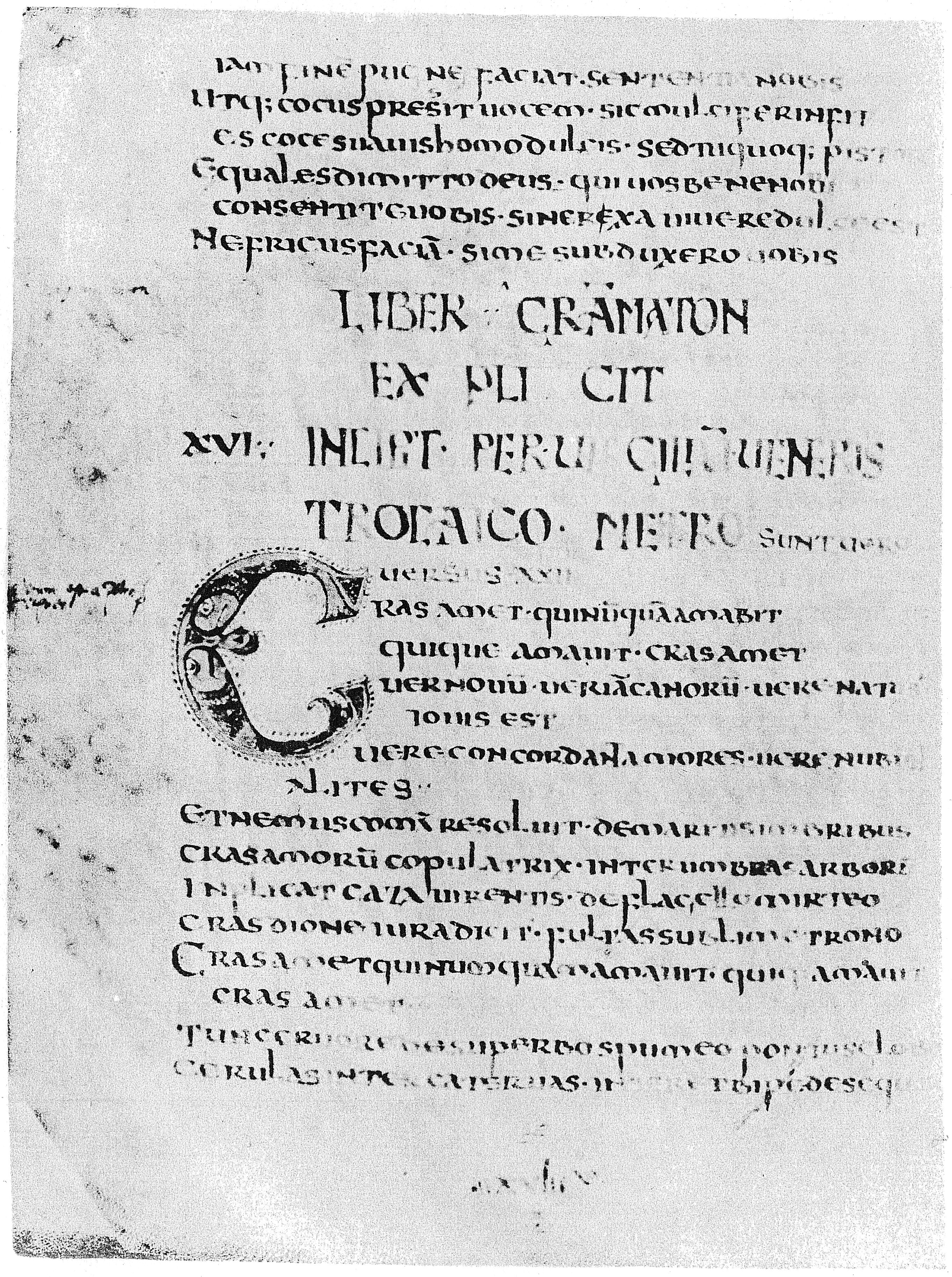
Première page du Codex Salmasianus.

Le Codex Salmasianus est un manuscrit latin en écriture onciale, conservé aujourd’hui à la Bibliothèque nationale de France (Codex Parisinus Latinus 10318). Il a appartenu autrefois au philologue français Claude Saumaise, latinisé en Salmasius (1588-1653), qui y a écrit également son nom, d’où l’appellation « Salmasianus ».

## Historique

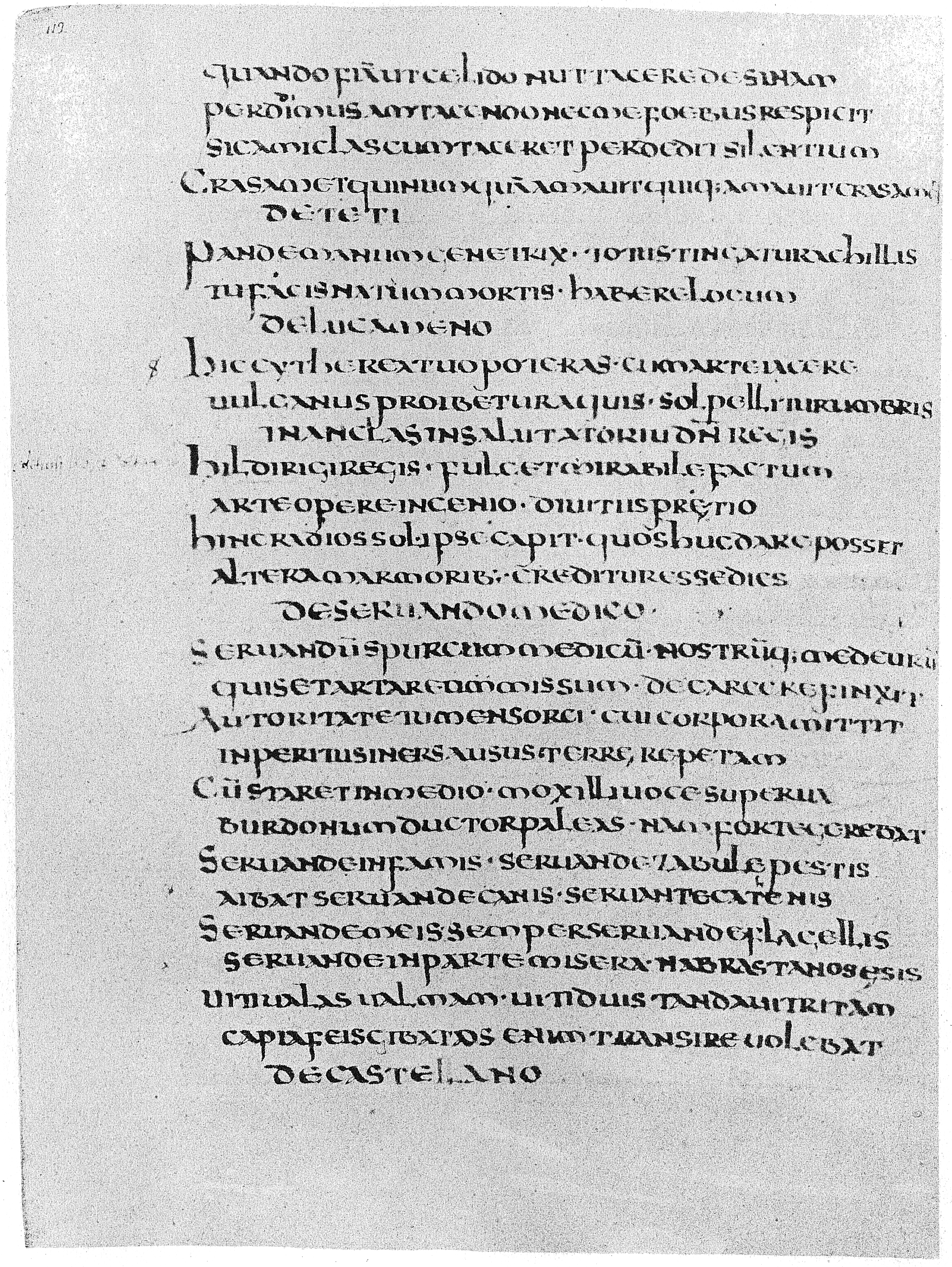

Les pérégrinations antérieures de ce manuscrit d'anthologie latine restent obscures ainsi que son origine et sa date de rédaction. Alors que Ludwig Traube penchait pour l’Espagne et la fin du VIIe siècle en se fondant sur des critères paléographiques, d’autres paléographes préféraient le Nord de l’Italie ou la France et la fin du VIIIe siècle (E. A. Lowe, B. Bischoff), position récemment renforcée par les recherches de Maddalena Spallones dans le Communis opinio.

## Description
Le codex contient un recueil de petits poèmes latins du Ier au VIe siècle, compilés à partir de recueils antérieurs vers la fin de la domination vandale en Afrique du Nord (534). Bien que le codex ait été très mal copié par un copiste maladroit à partir d’un original in capitalis et qu’il ait aussi subi une détérioration mécanique (il manque les 11 premiers quaternions, qui contenaient les 5 premiers livres sur un total de 24), la collection du Codex Salmasianus est la plus importante collection de poésie latine légère et constitue la base de la collection moderne de l’Anthologia latina.

### Sur l’histoire de la transmission
- Ludwig Traube, « Zur lateinischen Anthologie. I. Über Gedichte des Codex Salmasianus », in Philologus 54, 1895, pp. 124–134 (digitalisation) ; également dans Vorlesungen und Abhandlungen, vol. 3 Kleine Schriften, édité par Samuel Brandt, Munich, 1920 (réimpression en 1965), pp. 51–59.
- Elias Avery Lowe, Codices Latini Antiquiores, vol. 5, Oxford, 1950, p. 593.
- Bernhard Bischoff, in W. Braunfels (dir.), Karl der Große, vol. 2 : Das geistige Leben, Düsseldorf, 1965, pp. 252 et ss.
- Maddalena Spallone, « Il Par. Lat. 10318 (Salmasiano): dal manoscritto alto-medievale ad una raccolta enciclopedica tardo-antica », in Italia medioevale e umanistica 25, 1982, pp. 1–71
- Maddalena Spallone, « Ricerche sulla tradizione manoscritta dell "Anthologia Latina": itinerari testuali nell'età carolingia », in Studi medievali, 3e série, n° 29, 1988, pp. 607–624.

### Édition du texte
- Shackleton Bailey (éd.), Anthologia Latina, Vol. 1,1 : Libri Salmasiani aliorumque carmina, Stuttgart, 1982.

### Autres
- Alfred J. Baumgartner, Untersuchungen zur Anthologie des Codex Salmasianus, Diss. Zürich, 1981  (ISBN 3-85626-001-3).